# Sapere aude
Sapere aude je latinské rčení, které poprvé použil Horatius ve svém díle Epistulae (Listy) v prvním století před naším letopočtem. Poté, co jej roku 1784 Immanuel Kant zmínil ve své eseji Odpověď na otázku: Co je to osvícenství?, je považováno za motto osvícenství. V překladu znamená „Odvaž se vědět“, v přeneseném významu „Měj odvahu používat vlastní rozum“.